# Lidija Horvat-Dunjko
Lidija Horvat-Dunjko, född 1967 i Varaždin, är en kroatisk operasångare (sopran) och docent vid Muzička akademija i Zagreb. 1996 tilldelades hon Kroatiens främsta utmärkelse, Danica Hrvatska med en bild av Marko Marulić, för sitt arbete inom kroatisk kultur och musik.
Horvat-Dunjko tog examen vid Zagrebs musikhögskola 1989 och sedan magisterexamen i solosång 1995 vid samma skola. Hon har även studerat i Wien för bl.a. kammarsångaren Olivere Miljaković. Sedan 1988 har hon även haft bärande roller i en mängd operor, däribland Gilda i Rigoletto, Nattens drottning i Trollflöjten, Marie i Regementets dotter, Rosina i Barberaren i Sevilla och Blonde i Enleveringen ur Seraljen. Hon har gjort framträdanden i hela världen.
Tillsammans med popgruppen Magazin representerade hon Kroatien i Eurovision Song Contest 1995 med bidraget Nostalgija, skriven av Tonči Huljić. De kom på 6:e plats med 91 poäng.